# ديف كونيل
ديف كونيل (بالإنجليزية: Dave Connell)‏ (27 نوفمبر 1961 بدبلن في جمهورية أيرلندا - ) هو لاعب كرة قدم أيرلندي في مركز الدفاع. لعب مع أردز ودرودا يونايتد ونادي بوهيميان ونادي دوندالك ونادي شامروك روفرز ونادي يميريك.